# Мост Узункёпрю
Узункёпрю (тур. Uzun köprü) — османский мост XV века, давший название турецкому городу Узункёпрю. В переводе с турецкого — «длинный мост».
Мост был построен между 1426 и 1443 годами придворным архитектором Муслихиддином по приказу османского султана Мурада II. Древний каменный мост насчитывает 174 арки, 1 392 м в длину и до 6,8 м в ширину. Некоторые арки заострённые, а некоторые — закруглённые. Когда строительство было завершено, он стал самым длинным мостом в Османской империи, а затем и в Турции. Этот титул мост Узункёпрю удерживал в течение 530 лет — вплоть до 1973 года, когда его превзошёл Босфорский мост в Стамбуле. Тем не менее Узункёпрю по-прежнему остаётся самым протяжённым каменным мостом в Турции.
Мост возведён для пересечения реки Эргене, которая была естественным препятствием для продвижения Османской империи на Балканы; отсюда его старое название — Мост Эргене (осман. Cisr-i Ergene‎). Мост построен настолько длинным для того, чтобы пересечь низменную болотистую местность. Отреставрирован в 1963 году.
Через мост Узункёпрю проходила автомагистраль Эдирне — Измир D.550 / E87. Эта дорога была перенесена на новый мост, построенный в 2015 году, и проезд по историческому мосту большегрузных транспортных средств был запрещён.